# Sporting Clube de Espinho
El Sporting Clube de Espinho és un club de futbol portuguès de la ciutat d'Espinho.
El club va ser fundat el 1914. El 1925 arribà a les semifinals del Campionat de Portugal. Ha jugat 11 temporades a primera divisió entre els anys 1975 i 1997.

## Palmarès
- Segona divisió portuguesa de futbol: 
  - 1991-92
- Tercera divisió portuguesa de futbol: 
  - 2003-04
- Taça Ribeiro dos Reis: 
  - 1966-67
- Taça de Honra do Porto: 
  - 1917-18